# Campeonato Mundial de Atletismo de 2019 - Decatlo masculino
A competição do decatlo masculino no Campeonato Mundial de Atletismo de 2019 foi realizada em Doha, no Catar, entre os dias 2 de outubro e 4 de outubro.

## Recordes
Antes da competição, os recordes eram os seguintes: 
| Recorde mundial                               | Kevin Mayer (FRA)    | 9.126  | Talence, França        | 16 de setembro de 2018 |
| Recorde do campeonato                         | Ashton Eaton (USA)   | 9.045  | Pequim, China          | 29 de agosto de 2015   |
| Recorde do ano                                | Damian Warner (CAN)  | 8.711  | Götzis, Áustria        | 26 de maio de 2019     |
| Recorde africano                              | Larbi Bourrada (ALG) | 8.521  | Rio de Janeiro, Brasil | 18 de agosto de 2016   |
| Recorde asiático                              | Dmitriy Karpov (KAZ) | 8.725  | Atenas, Grécia         | 24 de agosto de 2004   |
| Recorde da América do Norte, Central e Caribe | Ashton Eaton (USA)   | 9..045 | Pequim, China          | 29 de agosto de 2015   |
| Recorde da América do Sul                     | Carlos Chinin (BRA)  | 8.393  | São Paulo, Brasil      | 8 de junho de 2013     |
| Recorde europeu                               | Kevin Mayer (FRA)    | 9.126  | Talence, França        | 16 de setembro de 2018 |
| Recorde da Oceania                            | Jagan Hames (AUS)    | 8.490  | Kuala Lumpur, Malásia  | 18 de setembro de 1998 |

## Medalhistas
| Ouro              | Prata             | Bronze              |
| Niklas Kaul (GER) | Maicel Uibo (EST) | Damian Warner (CAN) |

## Tempo de qualificação
| Tempo de qualificação |
| --------------------- |
| 8.200 pts             |

## Cronograma
| Data                 | Hora  | Evento                   |
| -------------------- | ----- | ------------------------ |
| 2 de outubro de 2019 | 16:35 | 100 metros               |
| 2 de outubro de 2019 | 17:30 | Salto em distância       |
| 2 de outubro de 2019 | 18:50 | Arremesso de peso        |
| 2 de outubro de 2019 | 20:40 | Salto em altura          |
| 2 de outubro de 2019 | 23:15 | 400 metros               |
| 3 de outubro de 2019 | 16:35 | 110 metros com barreiras |
| 3 de outubro de 2019 | 17:30 | Lançamento de disco      |
| 3 de outubro de 2019 | 19:05 | Salto com vara           |
| 3 de outubro de 2019 | 22:05 | Lançamento de dardo      |
| 4 de outubro de 2019 | 00:25 | 1500 metros              |

Todos os horários estão no horário local (UTC+3)

## Resultados

### 100 metros
A prova foi realizada dia 2 de outubro às 16:35. 
| Pos. | Série | Atleta                  | Nacionalidade   | Tempo | Pontos | Notas                |
| ---- | ----- | ----------------------- | --------------- | ----- | ------ | -------------------- |
| 1    | 3     | Damian Warner           | Canadá          | 10.35 | 1011   |                      |
| 2    | 3     | Pierce LePage           | Canadá          | 10.36 | 1008   |                      |
| 3    | 3     | Kevin Mayer             | França          | 10.50 | 975    | Recorde pessoal      |
| 4    | 3     | Lindon Victor           | Granada         | 10.66 | 938    |                      |
| 5    | 3     | Solomon Simmons         | Estados Unidos  | 10.70 | 929    |                      |
| 6    | 3     | Cedric Dubler           | Austrália       | 10.75 | 917    |                      |
| 7    | 3     | Harrison Williams       | Estados Unidos  | 10.76 | 915    |                      |
| 8    | 2     | Paweł Wiesiołek         | Polónia         | 10.76 | 915    | Recorde da temporada |
| 9    | 2     | Kai Kazmirek            | Alemanha        | 10.82 | 901    | Recorde da temporada |
| 10   | 2     | Devon Williams          | Estados Unidos  | 10.84 | 897    |                      |
| 11   | 2     | Georni Jaramillo        | Venezuela       | 10.88 | 888    |                      |
| 12   | 2     | Martin Roe              | Noruega         | 10.94 | 874    |                      |
| 13   | 1     | Janek Õiglane           | Estónia         | 10.94 | 874    | Recorde pessoal      |
| 14   | 2     | Vital Zhuk              | Bielorrússia    | 10.95 | 872    |                      |
| 15   | 1     | Ilya Shkurenyov         | Atletas Neutros | 11.02 | 856    | Recorde da temporada |
| 16   | 1     | Maicel Uibo             | Estónia         | 11.10 | 838    | Recorde da temporada |
| 17   | 1     | Tim Nowak               | Alemanha        | 11.12 | 834    | Recorde da temporada |
| 18   | 2     | Fredrik Samuelsson      | Suécia          | 11.13 | 832    |                      |
| 19   | 1     | Pieter Braun            | Países Baixos   | 11.16 | 825    |                      |
| 20   | 1     | Niklas Kaul             | Alemanha        | 11.27 | 801    |                      |
| 21   | 1     | Thomas Van der Plaetsen | Bélgica         | 11.38 | 778    |                      |
| 22   | 2     | Basile Rolnin           | França          | 11.42 | 769    |                      |
| 23   | 1     | Keisuke Ushiro          | Japão           | 11.44 | 765    |                      |
| 24   | 3     | Tim Duckworth           | Grã-Bretanha    | DNS   | DNS    | DNS                  |

### Salto em distância
A prova foi realizada dia 2 de outubro às 17:30. 
| Pos. | Grupo | Atleta                  | Nacionalidade   | Tentativa | Tentativa | Tentativa     | Resultado | Pontos | Notas                | Total  | Total |      |      |      |      |  |      |   |
| ---- | ----- | ----------------------- | --------------- | --------- | --------- | ------------- | --------- | ------ | -------------------- | ------ | ----- | ---- | ---- | ---- | ---- |  | ---- | - |
| Pos. | Grupo | Atleta                  | Nacionalidade   | 1         | A         | Pierce LePage | Resultado | Pontos | Notas                | Canadá | 7.79  | 7.64 | 7.75 | 7.79 | 1007 |  | 2015 | 1 |
| 2    | A     | Damian Warner           | Canadá          | x         | 7.41      | 7.67          | 7.67      | 977    |                      | 1988   | 2     |      |      |      |      |  |      |   |
| 3    | A     | Ilya Shkurenyov         | Atletas Neutros | x         | 7.61      | x             | 7.61      | 962    |                      | 1818   | 6     |      |      |      |      |  |      |   |
| 4    | A     | Kevin Mayer             | França          | 7.43      | 7.48      | 7.56          | 7.56      | 950    | Recorde da temporada | 1925   | 3     |      |      |      |      |  |      |   |
| 5    | B     | Lindon Victor           | Granada         | 7.41      | 7.44      | 7.51          | 7.51      | 937    | Recorde pessoal      | 1875   | 4     |      |      |      |      |  |      |   |
| 6    | A     | Pieter Braun            | Países Baixos   | 7.21      | 7.47      | 7.11          | 7.47      | 927    |                      | 1752   | 15    |      |      |      |      |  |      |   |
| 7    | B     | Georni Jaramillo        | Venezuela       | 7.15      | 7.47      | 7.14          | 7.47      | 927    |                      | 1815   | 7     |      |      |      |      |  |      |   |
| 8    | B     | Maicel Uibo             | Estónia         | 7.16      | x         | 7.46          | 7.46      | 925    | Recorde da temporada | 1763   | 12    |      |      |      |      |  |      |   |
| 9    | B     | Solomon Simmons         | Estados Unidos  | x         | 7.37      | x             | 7.37      | 903    |                      | 1832   | 5     |      |      |      |      |  |      |   |
| 10   | A     | Devon Williams          | Estados Unidos  | 7.15      | 7.36      | x             | 7.36      | 900    |                      | 1797   | 8     |      |      |      |      |  |      |   |
| 11   | B     | Janek Õiglane           | Estónia         | 7.32      | x         | 7.25          | 7.32      | 891    |                      | 1765   | 11    |      |      |      |      |  |      |   |
| 12   | A     | Martin Roe              | Noruega         | 7.01      | 7.03      | 7.28          | 7.28      | 881    |                      | 1755   | 14    |      |      |      |      |  |      |   |
| 13   | A     | Kai Kazmirek            | Alemanha        | 7.11      | 7.26      | 6.84          | 7.26      | 876    |                      | 1777   | 10    |      |      |      |      |  |      |   |
| 14   | A     | Cedric Dubler           | Austrália       | 7.15      | 7.22      | 7.25          | 7.25      | 874    |                      | 1791   | 9     |      |      |      |      |  |      |   |
| 15   | A     | Thomas Van der Plaetsen | Bélgica         | 7.20      | x         | x             | 7.20      | 862    |                      | 1640   | 20    |      |      |      |      |  |      |   |
| 16   | B     | Niklas Kaul             | Alemanha        | 7.19      | 5.32      | 7.03          | 7.19      | 859    |                      | 1660   | 19    |      |      |      |      |  |      |   |
| 17   | B     | Harrison Williams       | Estados Unidos  | 7.14      | 7.03      | 7.07          | 7.14      | 847    |                      | 1762   | 13    |      |      |      |      |  |      |   |
| 18   | A     | Fredrik Samuelsson      | Suécia          | 7.08      | 7.11      | 7.05          | 7.11      | 840    |                      | 1672   | 17    |      |      |      |      |  |      |   |
| 19   | B     | Tim Nowak               | Alemanha        | 7.07      | x         | 6.97          | 7.07      | 830    |                      | 1664   | 18    |      |      |      |      |  |      |   |
| 20   | B     | Paweł Wiesiołek         | Polónia         | 6.93      | 6.96      | 7.02          | 7.02      | 818    |                      | 1733   | 16    |      |      |      |      |  |      |   |
| 21   | B     | Keisuke Ushiro          | Japão           | 6.47      | 6.76      | 6.90          | 6.90      | 790    |                      | 1555   | 22    |      |      |      |      |  |      |   |
| 22   | B     | Vital Zhuk              | Bielorrússia    | 6.57      | 6.07      | 6.63          | 6.63      | 727    |                      | 1599   | 21    |      |      |      |      |  |      |   |
| 23   | B     | Basile Rolnin           | França          |           |           |               | DNS       | 0      |                      |        | 23    |      |      |      |      |  |      |   |
| 23   | A     | Tim Duckworth           | Grã-Bretanha    |           |           |               | DNS       | 0      |                      |        | 23    |      |      |      |      |  |      |   |

### Arremesso de peso
A prova foi realizada dia 2 de outubro às 18:50. 
| Pos. | Grupo | Atleta                  | Nacionalidade   | Tentativa | Tentativa | Tentativa   | Resultado | Pontos | Notas                | Total  | Total |       |   |       |     |                 |      |   |
| ---- | ----- | ----------------------- | --------------- | --------- | --------- | ----------- | --------- | ------ | -------------------- | ------ | ----- | ----- | - | ----- | --- | --------------- | ---- | - |
| Pos. | Grupo | Atleta                  | Nacionalidade   | 1         | A         | Kevin Mayer | Resultado | Pontos | Notas                | França | 15.69 | 16.82 | – | 16.82 | 902 | Recorde pessoal | 2827 | 1 |
| 2    | A     | Lindon Victor           | Granada         | 14.96     | 16.24     | 16.23       | 16.24     | 866    | Recorde da temporada | 2741   | 3     |       |   |       |     |                 |      |   |
| 3    | A     | Georni Jaramillo        | Venezuela       | 15.42     | 15.19     | x           | 15.42     | 816    |                      | 2631   | 6     |       |   |       |     |                 |      |   |
| 4    | A     | Solomon Simmons         | Estados Unidos  | x         | 15.33     | 15.02       | 15.33     | 810    |                      | 2642   | 5     |       |   |       |     |                 |      |   |
| 5    | A     | Pieter Braun            | Países Baixos   | 15.26     | x         | 14.72       | 15.26     | 806    | Recorde da temporada | 2558   | 10    |       |   |       |     |                 |      |   |
| 6    | B     | Paweł Wiesiołek         | Polónia         | x         | 14.52     | 15.26       | 15.26     | 806    | Recorde pessoal      | 2539   | 12    |       |   |       |     |                 |      |   |
| 7    | A     | Janek Õiglane           | Estónia         | 15.00     | 14.72     | 15.20       | 15.20     | 802    |                      | 2567   | 8     |       |   |       |     |                 |      |   |
| 8    | A     | Damian Warner           | Canadá          | 13.66     | 15.17     | 14.97       | 15.17     | 800    |                      | 2788   | 2     |       |   |       |     |                 |      |   |
| 9    | A     | Vital Zhuk              | Bielorrússia    | 15.13     | 14.85     | 15.04       | 15.13     | 798    |                      | 2397   | 20    |       |   |       |     |                 |      |   |
| 10   | B     | Maicel Uibo             | Estónia         | 14.35     | 14.63     | 15.12       | 15.12     | 797    | Recorde pessoal      | 2560   | 9     |       |   |       |     |                 |      |   |
| 11   | A     | Niklas Kaul             | Alemanha        | 15.10     | 14.89     | x           | 15.10     | 796    |                      | 2456   | 16    |       |   |       |     |                 |      |   |
| 12   | A     | Martin Roe              | Noruega         | 15.08     | 14.87     | x           | 15.08     | 795    |                      | 2550   | 11    |       |   |       |     |                 |      |   |
| 13   | B     | Ilya Shkurenyov         | Atletas Neutros | 14.48     | 14.47     | 14.71       | 14.71     | 772    | Recorde da temporada | 2590   | 7     |       |   |       |     |                 |      |   |
| 14   | B     | Tim Nowak               | Alemanha        | 13.65     | 14.69     | 14.48       | 14.69     | 771    |                      | 2435   | 17    |       |   |       |     |                 |      |   |
| 15   | A     | Keisuke Ushiro          | Japão           | 13.52     | 14.23     | 14.31       | 14.31     | 747    |                      | 2302   | 22    |       |   |       |     |                 |      |   |
| 16   | B     | Kai Kazmirek            | Alemanha        | 13.56     | 14.30     | 14.28       | 14.30     | 747    |                      | 2524   | 13    |       |   |       |     |                 |      |   |
| 17   | B     | Fredrik Samuelsson      | Suécia          | 13.77     | x         | 13.97       | 13.97     | 727    |                      | 2399   | 19    |       |   |       |     |                 |      |   |
| 18   | B     | Harrison Williams       | Estados Unidos  | 13.66     | 13.41     | 13.78       | 13.78     | 715    |                      | 2477   | 15    |       |   |       |     |                 |      |   |
| 19   | B     | Thomas Van der Plaetsen | Bélgica         | x         | 13.78     | x           | 13.78     | 715    |                      | 2355   | 21    |       |   |       |     |                 |      |   |
| 20   | B     | Devon Williams          | Estados Unidos  | 13.76     | x         | 13.63       | 13.76     | 714    |                      | 2511   | 14    |       |   |       |     |                 |      |   |
| 21   | B     | Pierce LePage           | Canadá          | 13.21     | x         | x           | 13.21     | 680    |                      | 2695   | 4     |       |   |       |     |                 |      |   |
| 22   | B     | Cedric Dubler           | Austrália       | 12.43     | 12.27     | 11.63       | 12.43     | 633    |                      | 2424   | 18    |       |   |       |     |                 |      |   |
| 23   | B     | Tim Duckworth           | Grã-Bretanha    |           |           |             | DNS       |        |                      |        | 23    |       |   |       |     |                 |      |   |
| 23   | A     | Basile Rolnin           | França          |           |           |             | DNS       |        |                      |        | 23    |       |   |       |     |                 |      |   |

### Salto em altura
A prova foi realizada dia 2 de outubro às 20:40. 
| Pos. | Grupo | Atleta                  | Nacionalidade   | 1.78 | 1.81 | 1.84 | 1.87 | 1.90 | 1.93 | 1.96 | 1.99 | 2.02 | 2.05 | 2.08 | 2.11 | 2.14 | 2.17 | 2.20 | Resultado | Pontos | Notas                | Total  | Total   |
| Pos. | Grupo | Atleta                  | Nacionalidade   | 1.78 | 1.81 | 1.84 | 1.87 | 1.90 | 1.93 | 1.96 | 1.99 | 2.02 | 2.05 | 2.08 | 2.11 | 2.14 | 2.17 | 2.20 | Resultado | Pontos | Notas                | Pontos | Posição |
| ---- | ----- | ----------------------- | --------------- | ---- | ---- | ---- | ---- | ---- | ---- | ---- | ---- | ---- | ---- | ---- | ---- | ---- | ---- | ---- | --------- | ------ | -------------------- | ------ | ------- |
| 1    | A     | Maicel Uibo             | Estónia         | –    | –    | –    | –    | –    | –    | –    | o    | –    | o    | xo   | xo   | xo   | xo   | xxx  | 2.17      | 963    | Recorde da temporada | 3523   | 5       |
| 2    | A     | Ilya Shkurenyov         | Atletas Neutros | –    | –    | –    | –    | o    | –    | o    | o    | xo   | xo   | xxo  | xxo  | r    |      |      | 2.11      | 906    | Recorde da temporada | 3496   | 6       |
| 3    | A     | Thomas Van der Plaetsen | Bélgica         | –    | –    | –    | –    | –    | –    | –    | o    | –    | xxo  | xo   | xxx  |      |      |      | 2.08      | 878    |                      | 3233   | 17      |
| 4    | B     | Lindon Victor           | Granada         | –    | –    | –    | –    | o    | o    | o    | o    | o    | xxo  | xxx  |      |      |      |      | 2.05      | 850    | Recorde da temporada | 3591   | 3       |
| 5    | A     | Pierce LePage           | Canadá          | –    | –    | –    | –    | –    | –    | –    | o    | –    | xxo  | r    |      |      |      |      | 2.05      | 850    |                      | 3545   | 4       |
| 6    | B     | Kai Kazmirek            | Alemanha        | –    | –    | –    | –    | –    | o    | –    | o    | xo   | xxo  | xxr  |      |      |      |      | 2.05      | 850    | Recorde da temporada | 3374   | 9       |
| 7    | A     | Cedric Dubler           | Austrália       | –    | –    | –    | –    | –    | –    | –    | xo   | o    | xxx  |      |      |      |      |      | 2.02      | 822    |                      | 3246   | 15      |
| 8    | B     | Tim Nowak               | Alemanha        | –    | –    | –    | –    | o    | –    | o    | xxo  | o    | xxx  |      |      |      |      |      | 2.02      | 822    | Recorde da temporada | 3257   | 13      |
| 9    | A     | Niklas Kaul             | Alemanha        | –    | –    | –    | –    | –    | –    | o    | o    | xo   | xxx  |      |      |      |      |      | 2.02      | 822    |                      | 3278   | 12      |
| 10   | A     | Fredrik Samuelsson      | Suécia          | –    | –    | –    | –    | o    | –    | xo   | xxo  | xo   | xxx  |      |      |      |      |      | 2.02      | 822    |                      | 3221   | 18      |
| 11   | B     | Damian Warner           | Canadá          | –    | –    | –    | –    | o    | o    | o    | xo   | xxo  | xxx  |      |      |      |      |      | 2.02      | 822    | Recorde da temporada | 3610   | 2       |
| 12   | B     | Pieter Braun            | Países Baixos   | –    | –    | –    | –    | o    | xo   | o    | xo   | xxo  | r    |      |      |      |      |      | 2.02      | 822    | Recorde da temporada | 3380   | 8       |
| 13   | B     | Kevin Mayer             | França          | –    | –    | –    | o    | –    | xo   | xxo  | xxo  | xxx  |      |      |      |      |      |      | 1.99      | 794    | Recorde da temporada | 3621   | 1       |
| 14   | A     | Vital Zhuk              | Bielorrússia    | –    | –    | o    | o    | o    | o    | xo   | xxx  |      |      |      |      |      |      |      | 1.96      | 767    |                      | 3164   | 20      |
| 15   | B     | Janek Õiglane           | Estónia         | –    | –    | o    | o    | o    | xo   | xo   | xxx  |      |      |      |      |      |      |      | 1.96      | 767    |                      | 3334   | 10      |
| 16   | B     | Solomon Simmons         | Estados Unidos  | –    | –    | o    | o    | xo   | xo   | xxo  | xxr  |      |      |      |      |      |      |      | 1.96      | 767    |                      | 3409   | 7       |
| 17   | A     | Paweł Wiesiołek         | Polónia         | –    | –    | xo   | –    | o    | xo   | xxo  | xxx  |      |      |      |      |      |      |      | 1.96      | 767    |                      | 3306   | 11      |
| 18   | A     | Harrison Williams       | Estados Unidos  | –    | –    | o    | –    | o    | o    | xxx  |      |      |      |      |      |      |      |      | 1.93      | 740    |                      | 3217   | 19      |
| 19   | B     | Devon Williams          | Estados Unidos  | –    | –    | xxo  | xxo  | xxo  | xxo  | xxx  |      |      |      |      |      |      |      |      | 1.93      | 740    | Recorde da temporada | 3251   | 14      |
| 20   | B     | Keisuke Ushiro          | Japão           | –    | –    | o    | o    | xxo  | xxx  |      |      |      |      |      |      |      |      |      | 1.90      | 714    |                      | 3016   | 21      |
| 21   | B     | Martin Roe              | Noruega         | –    | –    | o    | o    | xxx  |      |      |      |      |      |      |      |      |      |      | 1.87      | 687    |                      | 3237   | 16      |
| 22   | B     | Georni Jaramillo        | Venezuela       | xxx  |      |      |      |      |      |      |      |      |      |      |      |      |      |      | NM        | 0      |                      | 2631   | 22      |
| 23   | A     | Basile Rolnin           | França          |      |      |      |      |      |      |      |      |      |      |      |      |      |      |      | DNS       |        |                      | DNF    | 23      |
| 23   | A     | Tim Duckworth           | Grã-Bretanha    |      |      |      |      |      |      |      |      |      |      |      |      |      |      |      | DNS       |        |                      | DNF    | 23      |

### 400 metros
A prova foi realizada dia 2 de outubro às 23:15. 
| Pos. | Série | Atleta                  | Nacionalidade   | Tempo | Pontos | Notas                | Total  | Total   |
| Pos. | Série | Atleta                  | Nacionalidade   | Tempo | Pontos | Notas                | Pontos | Posição |
| ---- | ----- | ----------------------- | --------------- | ----- | ------ | -------------------- | ------ | ------- |
| 1    | 3     | Pierce LePage           | Canadá          | 47.35 | 941    | Recorde pessoal      | 4486   | 2       |
| 2    | 3     | Kai Kazmirek            | Alemanha        | 47.35 | 941    |                      | 4315   | 7       |
| 3    | 3     | Harrison Williams       | Estados Unidos  | 47.93 | 913    |                      | 4130   | 15      |
| 4    | 3     | Vital Zhuk              | Bielorrússia    | 48.08 | 905    |                      | 4069   | 17      |
| 5    | 3     | Damian Warner           | Canadá          | 48.12 | 903    |                      | 4513   | 1       |
| 6    | 3     | Devon Williams          | Estados Unidos  | 48.37 | 891    | Recorde da temporada | 4142   | 13      |
| 7    | 3     | Cedric Dubler           | Austrália       | 48.41 | 889    |                      | 4135   | 14      |
| 8    | 2     | Niklas Kaul             | Alemanha        | 48.48 | 886    | Recorde da temporada | 4164   | 11      |
| 9    | 2     | Lindon Victor           | Granada         | 48.55 | 883    | Recorde da temporada | 4474   | 4       |
| 10   | 2     | Georni Jaramillo        | Venezuela       | 48.66 | 877    | Recorde da temporada | 3508   | 21      |
| 11   | 2     | Pieter Braun            | Países Baixos   | 48.79 | 871    | Recorde da temporada | 4251   | 9       |
| 12   | 3     | Kevin Mayer             | França          | 48.99 | 862    | Recorde da temporada | 4483   | 3       |
| 13   | 1     | Janek Õiglane           | Estónia         | 49.14 | 855    | Recorde pessoal      | 4189   | 10      |
| 14   | 2     | Solomon Simmons         | Estados Unidos  | 49.31 | 847    |                      | 4256   | 8       |
| 15   | 1     | Ilya Shkurenyov         | Atletas Neutros | 49.36 | 844    | Recorde da temporada | 4340   | 5       |
| 16   | 2     | Paweł Wiesiołek         | Polónia         | 49.37 | 844    |                      | 4150   | 12      |
| 17   | 1     | Tim Nowak               | Alemanha        | 49.60 | 833    | Recorde da temporada | 4090   | 16      |
| 18   | 2     | Fredrik Samuelsson      | Suécia          | 50.08 | 811    |                      | 4032   | 18      |
| 19   | 1     | Maicel Uibo             | Estónia         | 50.44 | 794    | Recorde da temporada | 4317   | 6       |
| 20   | 1     | Thomas Van der Plaetsen | Bélgica         | 50.89 | 774    |                      | 4007   | 19      |
| 21   | 1     | Keisuke Ushiro          | Japão           | 51.42 | 750    | Recorde da temporada | 3766   | 20      |
| 22   | 1     | Martin Roe              | Noruega         | DSQ   | 0      | 163.3(a)             | 3237   | 22      |
| 23   | 1     | Basile Rolnin           | França          | DNS   |        |                      | DNF    | 23      |
| 23   | 2     | Tim Duckworth           | Grã-Bretanha    | DNS   |        |                      | DNF    | 23      |

### 110 metros com barreiras
A prova foi realizada dia 3 de outubro às 16:35. 
| Pos. | Série | Atleta                  | Nacionalidade   | Tempo | Pontos | Notas                | Total  | Total   |
| Pos. | Série | Atleta                  | Nacionalidade   | Tempo | Pontos | Notas                | Pontos | Posição |
| ---- | ----- | ----------------------- | --------------- | ----- | ------ | -------------------- | ------ | ------- |
| 1    | 3     | Damian Warner           | Canadá          | 13.56 | 1032   |                      | 5545   | 1       |
| 2    | 3     | Kevin Mayer             | França          | 13.87 | 991    |                      | 5474   | 2       |
| 3    | 3     | Devon Williams          | Estados Unidos  | 13.91 | 986    |                      | 5128   | 9       |
| 4    | 3     | Solomon Simmons         | Estados Unidos  | 14.10 | 962    |                      | 5218   | 7       |
| 5    | 3     | Cedric Dubler           | Austrália       | 14.13 | 958    |                      | 5093   | 10      |
| 6    | 3     | Pierce LePage           | Canadá          | 14.19 | 950    |                      | 5436   | 3       |
| 7    | 3     | Georni Jaramillo        | Venezuela       | 14.19 | 950    |                      | 4458   | 20      |
| 8    | 1     | Ilya Shkurenyov         | Atletas Neutros | 14.28 | 939    | Recorde da temporada | 5279   | 5       |
| 9    | 1     | Maicel Uibo             | Estónia         | 14.43 | 920    | Recorde pessoal      | 5237   | 6       |
| 10   | 2     | Harrison Williams       | Estados Unidos  | 14.43 | 920    | Recorde da temporada | 5050   | 12      |
| 11   | 2     | Vital Zhuk              | Bielorrússia    | 14.49 | 912    | Recorde da temporada | 4981   | 16      |
| 12   | 3     | Pieter Braun            | Países Baixos   | 14.59 | 900    |                      | 5151   | 8       |
| 13   | 1     | Tim Nowak               | Alemanha        | 14.60 | 899    | Recorde da temporada | 4989   | 15      |
| 14   | 2     | Niklas Kaul             | Alemanha        | 14.64 | 894    |                      | 5058   | 11      |
| 15   | 2     | Paweł Wiesiołek         | Polónia         | 14.65 | 892    |                      | 5042   | 13      |
| 16   | 2     | Fredrik Samuelsson      | Suécia          | 14.78 | 876    |                      | 4908   | 17      |
| 17   | 1     | Thomas Van der Plaetsen | Bélgica         | 14.80 | 874    | Recorde da temporada | 4881   | 18      |
| 18   | 1     | Lindon Victor           | Granada         | 14.82 | 871    | Recorde da temporada | 5345   | 4       |
| 19   | 2     | Janek Õiglane           | Estónia         | 15.13 | 834    |                      | 5023   | 14      |
| 20   | 1     | Keisuke Ushiro          | Japão           | 15.26 | 818    |                      | 4584   | 19      |
| 21   | 1     | Martin Roe              | Noruega         | 15.86 | 749    |                      | 3986   | 22      |
| 22   | 2     | Kai Kazmirek            | Alemanha        | DNF   | 0      |                      | 4315   | 21      |

### Lançamento de disco
A prova foi realizada dia 3 de outubro às 17:30. 
| Pos. | Grupo | Atleta                  | Nacionalidade   | Tentativa | Tentativa | Tentativa | Resultado | Pontos | Notas                | Total  | Total   |
| Pos. | Grupo | Atleta                  | Nacionalidade   | 1         | 2         | 3         | Resultado | Pontos | Notas                | Pontos | Posição |
| ---- | ----- | ----------------------- | --------------- | --------- | --------- | --------- | --------- | ------ | -------------------- | ------ | ------- |
| 1    | B     | Niklas Kaul             | Alemanha        | 48.10     | 49.20     | x         | 49.20     | 854    | Recorde pessoal      | 5912   | 9       |
| 2    | A     | Ilya Shkurenyov         | Atletas Neutros | 47.06     | x         | 48.75     | 48.75     | 844    | Recorde pessoal      | 6123   | 4       |
| 3    | B     | Keisuke Ushiro          | Japão           | 38.88     | 47.44     | 48.41     | 48.41     | 837    | Recorde da temporada | 5421   | 18      |
| 4    | A     | Kevin Mayer             | França          | x         | 48.34     | x         | 48.34     | 836    |                      | 6310   | 1       |
| 5    | A     | Devon Williams          | Estados Unidos  | 45.56     | 44.54     | 47.32     | 47.32     | 815    |                      | 5943   | 7       |
| 6    | B     | Paweł Wiesiołek         | Polónia         | 45.72     | 47.20     | x         | 47.20     | 812    |                      | 5854   | 10      |
| 7    | B     | Martin Roe              | Noruega         | 47.06     | x         | 47.18     | 47.18     | 812    |                      | 4798   | 22      |
| 8    | A     | Maicel Uibo             | Estónia         | 46.64     | 45.72     | 45.32     | 46.64     | 801    | Recorde da temporada | 6038   | 5       |
| 9    | B     | Vital Zhuk              | Bielorrússia    | x         | 46.64     | x         | 46.64     | 801    |                      | 5782   | 13      |
| 10   | B     | Solomon Simmons         | Estados Unidos  | 45.25     | 46.26     | x         | 46.26     | 793    | Recorde da temporada | 6011   | 6       |
| 11   | A     | Thomas Van der Plaetsen | Bélgica         | x         | 44.08     | 46.17     | 46.17     | 791    |                      | 5672   | 16      |
| 12   | B     | Pieter Braun            | Países Baixos   | 45.59     | 43.70     | 44.21     | 45.59     | 779    |                      | 5930   | 8       |
| 13   | A     | Tim Nowak               | Alemanha        | 44.52     | 45.02     | x         | 45.02     | 767    |                      | 5756   | 14      |
| 14   | A     | Kai Kazmirek            | Alemanha        | 44.85     | x         | 43.31     | 44.85     | 764    | Recorde da temporada | 5079   | 21      |
| 15   | A     | Cedric Dubler           | Austrália       | 41.45     | 41.73     | 44.30     | 44.30     | 752    | Recorde pessoal      | 5845   | 11      |
| 16   | A     | Harrison Williams       | Estados Unidos  | 44.23     | 43.42     | x         | 44.23     | 751    | Recorde pessoal      | 5801   | 12      |
| 17   | B     | Georni Jaramillo        | Venezuela       | x         | 43.04     | 44.00     | 44.00     | 746    |                      | 5204   | 20      |
| 18   | A     | Janek Õiglane           | Estónia         | x         | 43.37     | 41.24     | 43.37     | 733    |                      | 5756   | 14      |
| 19   | B     | Fredrik Samuelsson      | Suécia          | 40.40     | 42.71     | 41.84     | 42.71     | 720    |                      | 5628   | 17      |
| 20   | B     | Damian Warner           | Canadá          | 38.94     | 42.19     | x         | 42.19     | 709    |                      | 6254   | 2       |
| 21   | A     | Pierce LePage           | Canadá          | 41.19     | x         | x         | 41.19     | 689    |                      | 6125   | 3       |
| 22   | B     | Lindon Victor           | Granada         | x         | x         | x         | NM        | 0      |                      | 5345   | 19      |

### Salto com vara
A prova foi realizada dia 3 de outubro às 19:05. 
| Pos. | Grupo | Atleta                  | Nacionalidade   | 4.40 | 4.50 | 4.60 | 4.70 | 4.80 | 4.90 | 5.00 | 5.10 | 5.20 | 5.30 | 5.40 | 5.50 | Resultado | Pontos | Notas                | Total  | Total   |
| Pos. | Grupo | Atleta                  | Nacionalidade   | 4.40 | 4.50 | 4.60 | 4.70 | 4.80 | 4.90 | 5.00 | 5.10 | 5.20 | 5.30 | 5.40 | 5.50 | Resultado | Pontos | Notas                | Pontos | Posição |
| ---- | ----- | ----------------------- | --------------- | ---- | ---- | ---- | ---- | ---- | ---- | ---- | ---- | ---- | ---- | ---- | ---- | --------- | ------ | -------------------- | ------ | ------- |
| 1    | A     | Maicel Uibo             | Estónia         | –    | –    | –    | –    | –    | –    | o    | o    | o    | xxo  | xo   | xxx  | 5.40      | 1035   | Recorde pessoal      | 7073   | 3       |
| 2    | A     | Thomas Van der Plaetsen | Bélgica         | –    | –    | –    | –    | –    | –    | o    | –    | xxo  | o    | xxx  |      | 5.30      | 1004   |                      | 6676   | 9       |
| 3    | A     | Kai Kazmirek            | Alemanha        | –    | –    | –    | –    | –    | o    | –    | xo   | o    | xxx  |      |      | 5.20      | 972    | Recorde pessoal      | 6051   | 18      |
| 4    | A     | Pierce LePage           | Canadá          | –    | –    | –    | –    | o    | –    | o    | o    | xo   | xxx  |      |      | 5.20      | 972    |                      | 7097   | 1       |
| 5    | A     | Ilya Shkurenyov         | Atletas Neutros | –    | –    | –    | –    | xo   | –    | o    | xo   | xxo  | xxx  |      |      | 5.20      | 972    |                      | 7095   | 2       |
| 6    | B     | Niklas Kaul             | Alemanha        | –    | –    | o    | o    | o    | o    | o    |      |      |      |      |      | 5.00      | 910    | Recorde pessoal      | 6822   | 6       |
| 6    | A     | Janek Õiglane           | Estónia         | –    | –    | –    | –    | o    | –    | o    | xxx  |      |      |      |      | 5.00      | 910    |                      | 6666   | 10      |
| 8    | A     | Tim Nowak               | Alemanha        | –    | –    | –    | o    | xxo  | o    | xxx  |      |      |      |      |      | 4.90      | 880    |                      | 6636   | 13      |
| 9    | B     | Paweł Wiesiołek         | Polónia         | –    | o    | o    | o    | o    | xo   | xxx  |      |      |      |      |      | 4.90      | 880    | Recorde pessoal      | 6734   | 8       |
| 10   | B     | Fredrik Samuelsson      | Suécia          | –    | –    | o    | o    | xo   | xxx  |      |      |      |      |      |      | 4.80      | 849    |                      | 6477   | 15      |
| 10   | B     | Vital Zhuk              | Bielorrússia    | o    | –    | o    | o    | xo   | xxx  |      |      |      |      |      |      | 4.80      | 849    | Recorde da temporada | 6631   | 14      |
| 10   | A     | Harrison Williams       | Estados Unidos  | –    | –    | –    | o    | xo   | –    | xxx  |      |      |      |      |      | 4.80      | 849    |                      | 6650   | 12      |
| 13   | B     | Pieter Braun            | Países Baixos   | –    | o    | xo   | o    | xxo  | xxx  |      |      |      |      |      |      | 4.80      | 849    |                      | 6779   | 7       |
| 14   | B     | Solomon Simmons         | Estados Unidos  | xo   | –    | o    | xo   | xxo  | xxx  |      |      |      |      |      |      | 4.80      | 849    |                      | 6860   | 5       |
| 15   | B     | Damian Warner           | Canadá          | –    | o    | o    | xo   | xxx  |      |      |      |      |      |      |      | 4.70      | 819    |                      | 7073   | 3       |
| 15   | A     | Cedric Dubler           | Austrália       | –    | –    | –    | xo   | –    | xxx  |      |      |      |      |      |      | 4.70      | 819    |                      | 6664   | 11      |
| 17   | B     | Martin Roe              | Noruega         | –    | xo   | xo   | xxx  |      |      |      |      |      |      |      |      | 4.60      | 790    |                      | 5588   | 21      |
| 18   | B     | Georni Jaramillo        | Venezuela       | –    | xo   | xxx  |      |      |      |      |      |      |      |      |      | 4.50      | 760    |                      | 5935   | 20      |
| 19   | B     | Keisuke Ushiro          | Japão           | o    | xxx  |      |      |      |      |      |      |      |      |      |      | 4.40      | 731    | Recorde da temporada | 6181   | 17      |
| 20   | A     | Kevin Mayer             | França          | –    | –    | xxr  |      |      |      |      |      |      |      |      |      | NM        | 0      |                      | 6310   | 16      |
| 20   | A     | Devon Williams          | Estados Unidos  | –    | xxx  |      |      |      |      |      |      |      |      |      |      | NM        | 0      |                      | 5943   | 19      |
| 20   | B     | Lindon Victor           | Granada         | –    | –    | xxx  |      |      |      |      |      |      |      |      |      | NM        | 0      |                      | 5345   | 22      |

### Lançamento de dardo
A prova foi realizada dia 3 de outubro às 22:05. 
| Pos. | Grupo | Atleta                  | Nacionalidade   | Tentativa | Tentativa | Tentativa | Resultado | Pontos | Notas                | Total  | Total   |
| Pos. | Grupo | Atleta                  | Nacionalidade   | 1         | 2         | 3         | Resultado | Pontos | Notas                | Pontos | Posição |
| ---- | ----- | ----------------------- | --------------- | --------- | --------- | --------- | --------- | ------ | -------------------- | ------ | ------- |
| 1    | B     | Niklas Kaul             | Alemanha        | 75.42     | 79.05     | –         | 79.05     | 1028   | CDB                  | 7850   | 3       |
| 2    | A     | Janek Õiglane           | Estónia         | 72.46     | 69.90     | 70.28     | 72.46     | 927    | Recorde pessoal      | 7593   | 6       |
| 3    | A     | Maicel Uibo             | Estónia         | 63.83     | 63.41     | 60.79     | 63.83     | 796    | Recorde da temporada | 7869   | 1       |
| 4    | A     | Thomas Van der Plaetsen | Bélgica         | 62.23     | 61.00     | 63.67     | 63.67     | 793    | Recorde da temporada | 7469   | 9       |
| 5    | B     | Damian Warner           | Canadá          | 62.87     | 56.58     | 59.52     | 62.87     | 781    |                      | 7854   | 2       |
| 6    | B     | Keisuke Ushiro          | Japão           | 61.36     | 60.08     | 60.09     | 61.36     | 758    |                      | 6939   | 16      |
| 7    | B     | Martin Roe              | Noruega         | 59.22     | 58.33     | 60.61     | 60.61     | 747    |                      | 6335   | 19      |
| 8    | A     | Kai Kazmirek            | Alemanha        | 60.08     | 58.16     | 58.94     | 60.08     | 739    | Recorde da temporada | 6790   | 17      |
| 9    | B     | Pieter Braun            | Países Baixos   | 56.27     | 59.84     | 59.12     | 59.84     | 735    |                      | 7514   | 7       |
| 10   | A     | Ilya Shkurenyov         | Atletas Neutros | 57.38     | 59.56     | 58.64     | 59.56     | 731    | Recorde da temporada | 7826   | 4       |
| 11   | A     | Cedric Dubler           | Austrália       | 59.04     | 53.55     | 54.29     | 59.04     | 723    | Recorde pessoal      | 7387   | 11      |
| 12   | B     | Vital Zhuk              | Bielorrússia    | 56.84     | 53.08     | 58.66     | 58.66     | 718    |                      | 7349   | 12      |
| 13   | B     | Georni Jaramillo        | Venezuela       | 57.67     | x         | 58.15     | 58.15     | 710    |                      | 6645   | 18      |
| 14   | A     | Pierce LePage           | Canadá          | 57.42     | 55.32     | –         | 57.42     | 699    | Recorde da temporada | 7796   | 5       |
| 15   | B     | Fredrik Samuelsson      | Suécia          | 49.34     | 57.39     | 55.35     | 57.39     | 699    |                      | 7176   | 15      |
| 16   | A     | Tim Nowak               | Alemanha        | 56.52     | x         | 56.76     | 56.76     | 689    |                      | 7325   | 13      |
| 17   | B     | Paweł Wiesiołek         | Polónia         | 53.74     | 55.00     | 54.11     | 55.00     | 663    |                      | 7397   | 10      |
| 18   | B     | Solomon Simmons         | Estados Unidos  | x         | 53.25     | x         | 53.25     | 637    |                      | 7497   | 8       |
| 19   | A     | Harrison Williams       | Estados Unidos  | 48.59     | 45.86     | 46.26     | 48.59     | 568    |                      | 7218   | 14      |
| 20   | A     | Kevin Mayer             | França          |           |           |           | DNS       |        |                      | DNF    | 20      |
| 20   | A     | Devon Williams          | Estados Unidos  |           |           |           | DNS       |        |                      | DNF    | 20      |
| 20   | B     | Lindon Victor           | Granada         |           |           |           | DNS       |        |                      | DNF    | 20      |

### 1500 metros
A prova foi realizada dia 4 de outubro às 00:25. 
| Pos. | Atleta                  | Nacionalidade   | Tempo   | Pontos | Notas                | Total  | Total   |
| Pos. | Atleta                  | Nacionalidade   | Tempo   | Pontos | Notas                | Pontos | Posição |
| ---- | ----------------------- | --------------- | ------- | ------ | -------------------- | ------ | ------- |
| 1    | Niklas Kaul             | Alemanha        | 4:15.70 | 841    | Recorde da temporada | 8691   | 1       |
| 2    | Tim Nowak               | Alemanha        | 4:22.18 | 797    |                      | 8122   | 10      |
| 3    | Maicel Uibo             | Estónia         | 4:31.51 | 735    | Recorde da temporada | 8604   | 2       |
| 4    | Cedric Dubler           | Austrália       | 4:34.75 | 714    |                      | 8101   | 11      |
| 5    | Vital Zhuk              | Bielorrússia    | 4:35.45 | 709    |                      | 8058   | 13      |
| 6    | Pieter Braun            | Países Baixos   | 4:35.62 | 708    |                      | 8222   | 7       |
| 7    | Janek Õiglane           | Estónia         | 4:36.24 | 704    |                      | 8297   | 6       |
| 8    | Fredrik Samuelsson      | Suécia          | 4:39.48 | 684    |                      | 7860   | 15      |
| 9    | Damian Warner           | Canadá          | 4:40.77 | 675    |                      | 8529   | 3       |
| 10   | Harrison Williams       | Estados Unidos  | 4:40.96 | 674    |                      | 7892   | 14      |
| 11   | Ilya Shkurenyov         | Atletas Neutros | 4:41.95 | 668    | Recorde da temporada | 8494   | 4       |
| 12   | Paweł Wiesiołek         | Polónia         | 4:42.06 | 667    |                      | 8064   | 12      |
| 13   | Thomas Van der Plaetsen | Bélgica         | 4:43.95 | 656    |                      | 8125   | 9       |
| 14   | Solomon Simmons         | Estados Unidos  | 4:44.17 | 654    |                      | 8151   | 8       |
| 15   | Pierce LePage           | Canadá          | 4:45.09 | 649    | Recorde pessoal      | 8445   | 5       |
| 16   | Kai Kazmirek            | Alemanha        | 4:49.16 | 624    |                      | 7414   | 17      |
| 17   | Keisuke Ushiro          | Japão           | 4:52.12 | 606    |                      | 7545   | 16      |
| 18   | Martin Roe              | Noruega         | 5:08.91 | 510    |                      | 6845   | 18      |
| 19   | Georni Jaramillo        | Venezuela       | DNF     | 0      |                      | 6645   | 19      |

## Classificação final
A classificação final foi a seguinte. 
| Pos.              | Atleta                  | Nacionalidade   | 100 m | SD   | AP    | SA   | 400 m | 110 m | AD    | SV   | LD    | 1500 m  | PG   | Notas                |
| ----------------- | ----------------------- | --------------- | ----- | ---- | ----- | ---- | ----- | ----- | ----- | ---- | ----- | ------- | ---- | -------------------- |
| Medalha de ouro   | Niklas Kaul             | Alemanha        | 11.27 | 7.19 | 15.10 | 2.02 | 48.48 | 14.64 | 49.20 | 5.00 | 79.05 | 4:15.70 | 8691 | Recorde pessoal      |
| Medalha de prata  | Maicel Uibo             | Estónia         | 11.10 | 7.46 | 15.12 | 2.17 | 50.44 | 14.43 | 46.64 | 5.40 | 63.83 | 4:31.51 | 8604 | Recorde pessoal      |
| Medalha de bronze | Damian Warner           | Canadá          | 10.35 | 7.67 | 15.17 | 2.02 | 48.12 | 13.56 | 42.19 | 4.70 | 62.87 | 4:40.77 | 8529 |                      |
| 4                 | Ilya Shkurenyov         | Atletas Neutros | 11.02 | 7.61 | 14.71 | 2.11 | 49.36 | 14.28 | 48.75 | 5.20 | 59.56 | 4:41.95 | 8494 | Recorde da temporada |
| 5                 | Pierce LePage           | Canadá          | 10.36 | 7.79 | 13.21 | 2.05 | 47.35 | 14.19 | 41.19 | 5.20 | 57.42 | 4:45.09 | 8445 |                      |
| 6                 | Janek Õiglane           | Estónia         | 10.94 | 7.32 | 15.20 | 1.96 | 49.14 | 15.13 | 43.37 | 5.00 | 72.46 | 4:36.24 | 8297 | Recorde da temporada |
| 7                 | Pieter Braun            | Países Baixos   | 11.16 | 7.47 | 15.26 | 2.02 | 48.79 | 14.59 | 45.59 | 4.80 | 59.84 | 4:35.62 | 8222 |                      |
| 8                 | Solomon Simmons         | Estados Unidos  | 10.70 | 7.37 | 15.33 | 1.96 | 49.31 | 14.10 | 46.26 | 4.80 | 53.25 | 4:44.17 | 8151 |                      |
| 9                 | Thomas Van der Plaetsen | Bélgica         | 11.38 | 7.20 | 13.78 | 2.08 | 50.89 | 14.80 | 46.17 | 5.30 | 63.67 | 4:43.95 | 8125 |                      |
| 10                | Tim Nowak               | Alemanha        | 11.12 | 7.07 | 14.69 | 2.02 | 49.60 | 14.60 | 45.02 | 4.90 | 56.76 | 4:22.18 | 8122 |                      |
| 11                | Cedric Dubler           | Austrália       | 10.75 | 7.25 | 12.43 | 2.02 | 48.41 | 14.13 | 44.30 | 4.70 | 59.04 | 4:34.75 | 8101 |                      |
| 12                | Paweł Wiesiołek         | Polónia         | 10.76 | 7.02 | 15.26 | 1.96 | 49.37 | 14.65 | 47.20 | 4.90 | 55.00 | 4:42.06 | 8064 |                      |
| 13                | Vital Zhuk              | Bielorrússia    | 10.95 | 6.63 | 15.13 | 1.96 | 48.08 | 14.49 | 46.64 | 4.80 | 58.66 | 4:35.45 | 8058 |                      |
| 14                | Harrison Williams       | Estados Unidos  | 10.76 | 7.14 | 13.78 | 1.93 | 47.93 | 14.43 | 44.23 | 4.80 | 48.59 | 4:40.96 | 7892 |                      |
| 15                | Fredrik Samuelsson      | Suécia          | 11.13 | 7.11 | 13.97 | 2.02 | 50.08 | 14.78 | 42.71 | 4.80 | 57.39 | 4:39.48 | 7860 |                      |
| 16                | Keisuke Ushiro          | Japão           | 11.44 | 6.90 | 14.31 | 1.90 | 51.42 | 15.26 | 48.41 | 4.50 | 61.36 | 4:52.12 | 7545 |                      |
| 17                | Kai Kazmirek            | Alemanha        | 10.82 | 7.26 | 14.30 | 2.05 | 47.35 | DNF   | 44.85 | 5.20 | 60.08 | 4:49.16 | 7414 |                      |
| 18                | Martin Roe              | Noruega         | 10.94 | 7.28 | 15.08 | 1.87 | DSQ   | 15.86 | 47.18 | 4.60 | 60.61 | 5:08.91 | 6845 |                      |
| 19                | Georni Jaramillo        | Venezuela       | 10.88 | 7.47 | 15.42 | NM   | 48.66 | 14.19 | 44.00 | 4.40 | 58.15 | DNF     | 6645 |                      |
| 20                | Devon Williams          | Estados Unidos  | 10.84 | 7.36 | 13.76 | 1.93 | 48.37 | 13.91 | 47.32 | NM   | DNS   | –       | DNF  |                      |
| 21                | Kevin Mayer             | França          | 10.50 | 7.56 | 16.82 | 1.99 | 48.99 | 13.87 | 48.34 | NM   | DNS   | –       | DNF  |                      |
| 22                | Lindon Victor           | Granada         | 10.66 | 7.51 | 16.24 | 2.05 | 48.55 | 14.82 | NM    | NM   | DNS   | –       | DNF  |                      |
| 23                | Basile Rolnin           | França          | 11.42 | DNS  | –     | –    | –     | –     | –     | –    | –     | –       | DNF  |                      |
| 24                | Tim Duckworth           | Grã-Bretanha    | DNS   | –    | –     | –    | –     | –     | –     | –    | –     | –       | DNF  |                      |

Legenda
| Recorde mundial       | Recorde mundial (World record)               |                       | Recorde africano                      | Recorde africano (African) |                                           | Q | Classificado por posição (Qualified) |
| Recorde do campeonato | Recorde do campeonato (Championship record)  | Recorde da América    | Recorde da América (Americas)         | q                          | Classificado por melhor tempo (Qualified) |   |                                      |
| Melhor marca do ano   | Melhor marca do ano (World leading)          | Recorde asiático      | Recorde asiático (Asian)              | DNS                        | Não largou (Did not start)                |   |                                      |
| Recorde nacional      | Recorde nacional (National record)           | Recorde europeu       | Recorde europeu (European)            | DNF                        | Não terminou (Did not finish)             |   |                                      |
| Recorde pessoal       | Recorde pessoal do atleta (Personal best)    | Recorde da Oceania    | Recorde da Oceania (Oceania)          | DSQ / DQ                   | Desclassificado (Disqualified)            |   |                                      |
| Recorde da temporada  | Recorde da temporada do atleta (Season best) | Recorde sul-americano | Recorde sul-americano (South America) | NM                         | Sem marca (No mark)                       |   |                                      |